# 橋墩

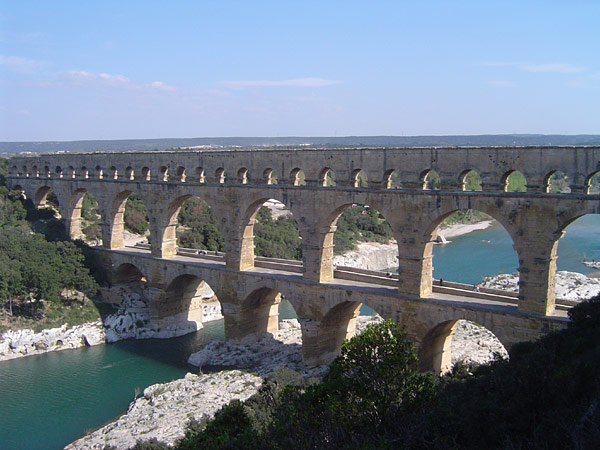
法國加爾橋有三層橋墩

橋墩（英語：pier）是一個建築學概念，指支撐橋樑的柱狀結構。一般橋墩多是正方形，但也有矩形等其他形狀。橋墩除了發揮支撐橋樑的作用之外，還必須不能阻擋水的流動，因此每個橋墩之間必須有一定的間距，也因此使得不少橋樑並不設有橋墩。